# Franz Bendel

Franz Bendel

Franz Bendel (* 23. März 1833 in Schönlinde, Böhmen; † 3. Juli 1874 in Berlin) war ein österreichischer Klaviervirtuose und Komponist.

## Leben
Franz Bendel war der Sohn eines Volksschullehrers. Nach ersten künstlerischen Unterweisungen durch seinen Vater wurde er Schüler von Josef Proksch. Durch seinen Lehrer, der ihn sehr förderte, kam Bendel später zu Franz Liszt nach Weimar, wo er auch Wendelin Weißheimer kennenlernte.
1848 wurde Bendel von Graf Otto von Westphal als Haus- und Musiklehrer engagiert. Dieses Amt hatte er 14 Jahre inne. Anlässlich der Cäcilienfeier 1855 in Prag wurde von seinem Lehrer Proksch eine Messe von Bendel aufgeführt. 1862 ließ Bendel sich in Berlin nieder und wurde dort Dozent an der Neuen Akademie der Tonkunst. Dort lebte und arbeitete er bis zu seinem Tode, nur unterbrochen von mehreren kleinen Konzertreisen, wie 1863 nach Prag, die in der Presse lobend erwähnt wurden. 
Als ausübender wie als schaffender Künstler verfolgte Bendel die Richtung auf das Ernste und Gediegene, und auch seine zahlreichen, von bestem Erfolg begleiteten Kunstreisen (die letzte führte ihn sogar gelegentlich des Bostoner Musikfestes nach Amerika) vermochten der Idealität seines Strebens keinen Abbruch zu tun. Von seinen Kompositionen, darunter vier Messen, Sinfonien und andere größere Arbeiten, haben namentlich die im Salonstil gehaltenen Klavierwerke und zahlreiche Lieder weite Verbreitung gefunden.

Grabstätte

Seine Grabstätte befindet sich auf dem Französischen Friedhof in Berlin.

## Werke
Klavierwerke:
- Andante favori „W. A. Mozart“ op. 14 Nr. 1 (um 1864), Schott No. 0652

Kammermusik:
- Klaviertrio g-Moll op. posth. (veröffentlicht 1876)